# Gare d'Écaussinnes
Ne doit pas être confondu avec Gare d'Écaussinnes-Nord.
La gare d'Écaussinnes est un château est une gare ferroviaire belge de la ligne 117, de Braine-le-Comte à Luttre située sur le territoire de la commune d'Écaussinnes dans la province de Hainaut en Région wallonne.
Elle porte le nom d'« Écaussines-Carrières »[réf. nécessaire] lorsqu'elle est mise en service en 1842 par l'administration des chemins de fer de l'État belge. C'est une halte voyageurs de la Société nationale des chemins de fer belges (SNCB) desservie par des trains InterCity (IC), Suburbains (S62) et d’Heure de pointe (P).

## Situation ferroviaire
Établie à environ 107 mètres d'altitude, la gare d'Écaussinnes est située au point kilométrique (PK) 5,800 de la ligne 117, de Braine-le-Comte à Luttre, entre les gares de Braine-le-Comte et de Marche-lez-Écaussinnes.
Gare de bifurcation, Écaussinnes est : l'aboutissement, au PK 21,7, de la ligne 106, de Lembeek à Écaussinnes (fermée), après la gare d'Écaussinnes-Nord ; et l'origine, au PK 0,0, de la ligne 107, d'Écaussinnes à La Louvière (fermée), avant la gare de Mignault.

## Histoire
La « gare d'Écaussinnes-Carrières » est mise en service le 28 juillet 1842 par l'administration des chemins de fer de l'État belge, lors de l'ouverture à l'exploitation de la ligne de Braine-le-Comte à Luttre. Elle dispose de trois voies et est utilisée pour le chargement du charbon et des produits des carrières proches.
Le 20 janvier 1860, la Compagnie du chemin de fer du Centre met en service la ligne 107 d’Écaussinnes à Haine-Saint-Pierre (La Louvière). Écaussinnes constitue une gare d'échange entre les trains des Chemins de fer du Centre et ceux de l’État belge. L’État belge reprend la compagnie le 1er janvier 1871.
En 1884, la ligne 106, de Lembeek à Écaussinnes est mise en service par l'administration des chemins de fer de l'État belge.
Le bâtiment principal construit l'année de l'ouverture de la ligne est agrandi en plusieurs fois entre 1872 et 1907. Avant sa démolition pour être remplacé par un nouveau bâtiment plus moderne, il comporte un corps central à trois ouvertures et un étage, encadré par deux ailes de trois et deux ouvertures.
Au début des années 1970, des travaux sont effectués pour l'électrification de la ligne, un passage souterrain est créé sous les voies en 1973 et le nouveau bâtiment voyageurs est ouvert en 1974.
Dès 2010, des actions et des négociations sont entreprises pour tenter de convaincre la SNCB de revenir sur sa décision de fermer le guichet de la gare, mais la décision définitive arrive aux élus le 2 août 2012. L'exploitant annonce qu'il va installer un automate pour l'achat des titres de transport et qu'il va fermer les guichets. La fermeture intervient le 5 juillet 2013, après avoir été annoncée pour le 1er juillet. Lors du conseil communal du 22 avril, le problème de cette fermeture est évoquée et l'échevinne de l'environnement indique qu'il y a eu des démarches pour une utilisation du bâtiment par la commune, cela dépendra des exigences notamment financières de la SNCB.

### Nom de la gare
De 1843 à 1895, elle porte simplement le nom d'Écaussinnes. Cependant, en 1884, ouvre la gare d'Écaussinnes (Nord).
En 1895, les Chemins de fer de l’État prennent la décision de renommer Écaussinnes (Nord) « Écaussinnes » tandis que la gare historique devient Écaussinnes-Carrières. Dans l'intervalle, cette dernière était parfois officieusement désignée « Écaussinnes-Sud ».
La gare de la ligne 106 redevient « Écaussinnes-Nord » dans les années 1970 et ferme sous ce nom. Il faudra toutefois attendre 1991 pour que la gare d'Écaussinnes-Carrières ne (re)devienne simplement « Écaussinnes » et  porte ce nom depuis.

## Service des voyageurs

### Accueil
Halte SNCB, c'est un point d'arrêt non géré (PANG) à accès libre. Elle est équipée d'un automate pour l'achat de titres de transports.
Un souterrain permet la traversée des voies et le passage d'un quai à l'autre.

### Desserte
Écaussinnes est desservie par des trains InterCity (IC), Omnibus (L) et d’Heure de pointe (P) de la SNCB circulant sur les lignes commerciales 108 et 117 : 
- toutes les heures circulent des trains de la ligne S62 du RER de Charleroi, entre Braine-le-Comte et La Louvière-Sud (le premier et le dernier train de la journée sont prolongés de- ou vers Binche) ;
- il existe trois trains P reliant Manage à Braine-le-Comte (le matin) effectuant le trajet inverse l’après-midi.

La desserte comprend les trains suivants :
- IC-11 Binche - La Louvière-Sud - Braine-le-Comte - Bruxelles-Midi - Malines - Turnhout (en semaine) ;
- IC-11 Binche - Schaerbeek (les weekends) ;
- L La Louvière-Sud - Braine-le-Comte (uniquement en semaine) le premier et le dernier de la journée étant prolongés vers Binche ;
- P Binche - Schaerbeek (une paire de trains, aux heures de pointe en semaine) ;
- P Manage - Braine-le-Comte (trois paires de trains, aux heures de pointe en semaine) ;
- un unique train P entre Binche et Louvain-la-Neuve (le dimanche soir durant la période scolaire).

### Intermodalité
Un parc pour les vélos et un parking pour les véhicules y sont aménagés. Des bus desservent la gare.

## Comptage voyageurs
Ce graphique et tableau montre le nombre de voyageurs embarquant en moyenne durant la semaine, le samedi et le dimanche.
| Nombre de passagers qui embarquent à la gare d`Ėcaussines | Nombre de passagers qui embarquent à la gare d`Ėcaussines | Nombre de passagers qui embarquent à la gare d`Ėcaussines | Nombre de passagers qui embarquent à la gare d`Ėcaussines |
|                                                           | Semaine                                                   | Samedi                                                    | Dimanche                                                  |
| --------------------------------------------------------- | --------------------------------------------------------- | --------------------------------------------------------- | --------------------------------------------------------- |
| 1977                                                      | 1 046                                                     | 260                                                       | 187                                                       |
| 1978                                                      | 1 126                                                     | 226                                                       | 201                                                       |
| 1979                                                      | 1 173                                                     | 254                                                       | 195                                                       |
| 1980                                                      | 1 173                                                     | 293                                                       | 245                                                       |
| 1981                                                      | 989                                                       | 263                                                       | 184                                                       |
| 1982                                                      | 960                                                       | 235                                                       | 162                                                       |
| 1983                                                      | 952                                                       | 173                                                       | 161                                                       |
| 1984                                                      | 832                                                       | 215                                                       | 148                                                       |
| 1985                                                      | 849                                                       | 276                                                       | 171                                                       |
| 1986                                                      | 807                                                       | 224                                                       | 156                                                       |
| 1987                                                      | 795                                                       | 210                                                       | 187                                                       |
| 1988                                                      | 906                                                       | 253                                                       | 192                                                       |
| 1989                                                      | 911                                                       | 245                                                       | 173                                                       |
| 1990                                                      | 850                                                       | 242                                                       | 158                                                       |
| 1991                                                      | 976                                                       | 228                                                       | 148                                                       |
| 1992                                                      | 959                                                       | 231                                                       | 186                                                       |
| 1993                                                      | 840                                                       | 179                                                       | 117                                                       |
| 1994                                                      | 934                                                       | 132                                                       | 111                                                       |
| 1995                                                      | 856                                                       | 124                                                       | 79                                                        |
| 1996                                                      | 847                                                       | 151                                                       | 83                                                        |
| 1997                                                      | 752                                                       | -                                                         | -                                                         |
| 1998                                                      | 618                                                       | 168                                                       | 120                                                       |
| 1999                                                      | 575                                                       | 176                                                       | 126                                                       |
| 2000                                                      | 602                                                       | 171                                                       | 94                                                        |
| 2001                                                      | 660                                                       | 144                                                       | 110                                                       |
| 2002                                                      | 641                                                       | 120                                                       | 114                                                       |
| 2003                                                      | 612                                                       | 144                                                       | 132                                                       |
| 2004                                                      | 643                                                       | 138                                                       | 136                                                       |
| 2005                                                      | 698                                                       | 188                                                       | 107                                                       |
| 2006                                                      | 641                                                       | 166                                                       | 122                                                       |
| 2007                                                      | 611                                                       | 181                                                       | 108                                                       |
| 2008                                                      | -                                                         | -                                                         | -                                                         |
| 2009                                                      | 568                                                       | 200                                                       | 111                                                       |
| 2010                                                      | -                                                         | -                                                         | -                                                         |
| 2011                                                      | -                                                         | -                                                         | -                                                         |
| 2012                                                      | 703                                                       | 141                                                       | 167                                                       |
| 2013                                                      | 809                                                       | 168                                                       | 158                                                       |
| 2014                                                      | 735                                                       | 256                                                       | 225                                                       |
| 2015                                                      | 690                                                       | 229                                                       | 240                                                       |
| 2016                                                      | 817                                                       | 205                                                       | 356                                                       |
| 2017                                                      | 754                                                       | 187                                                       | 160                                                       |
| 2018                                                      | 690                                                       | 164                                                       | 97                                                        |
| 2019                                                      | 710                                                       | 286                                                       | 257                                                       |
| 2020                                                      | 501                                                       | 174                                                       | 167                                                       |
| 2021                                                      | -                                                         | -                                                         | -                                                         |
| 2022                                                      | 716                                                       | 359                                                       | 639                                                       |
| 2023                                                      | 726                                                       | 386                                                       | 277                                                       |
| 2024                                                      | 900                                                       | 330                                                       | 275                                                       |

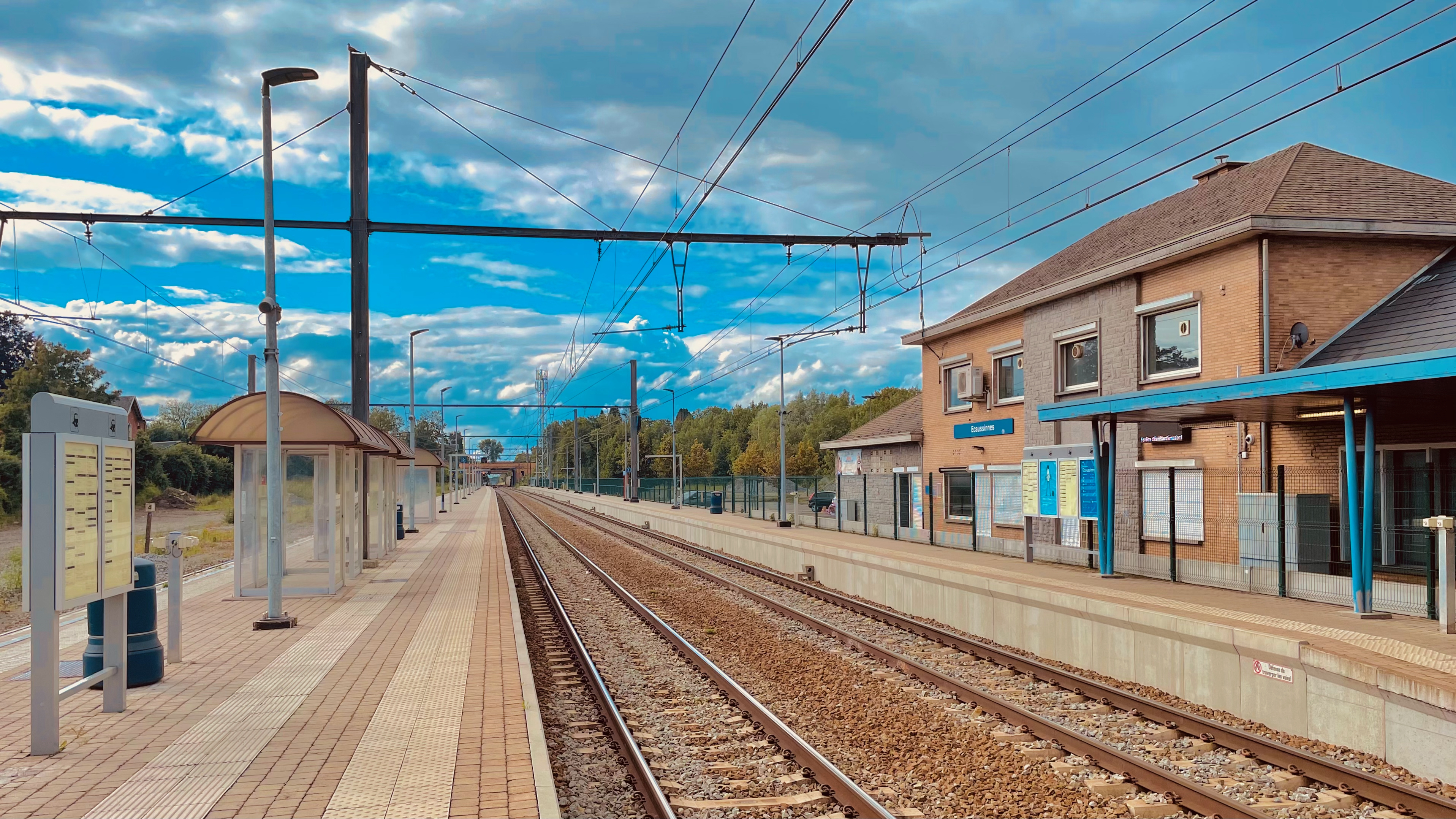
Bâtiment de la gare.
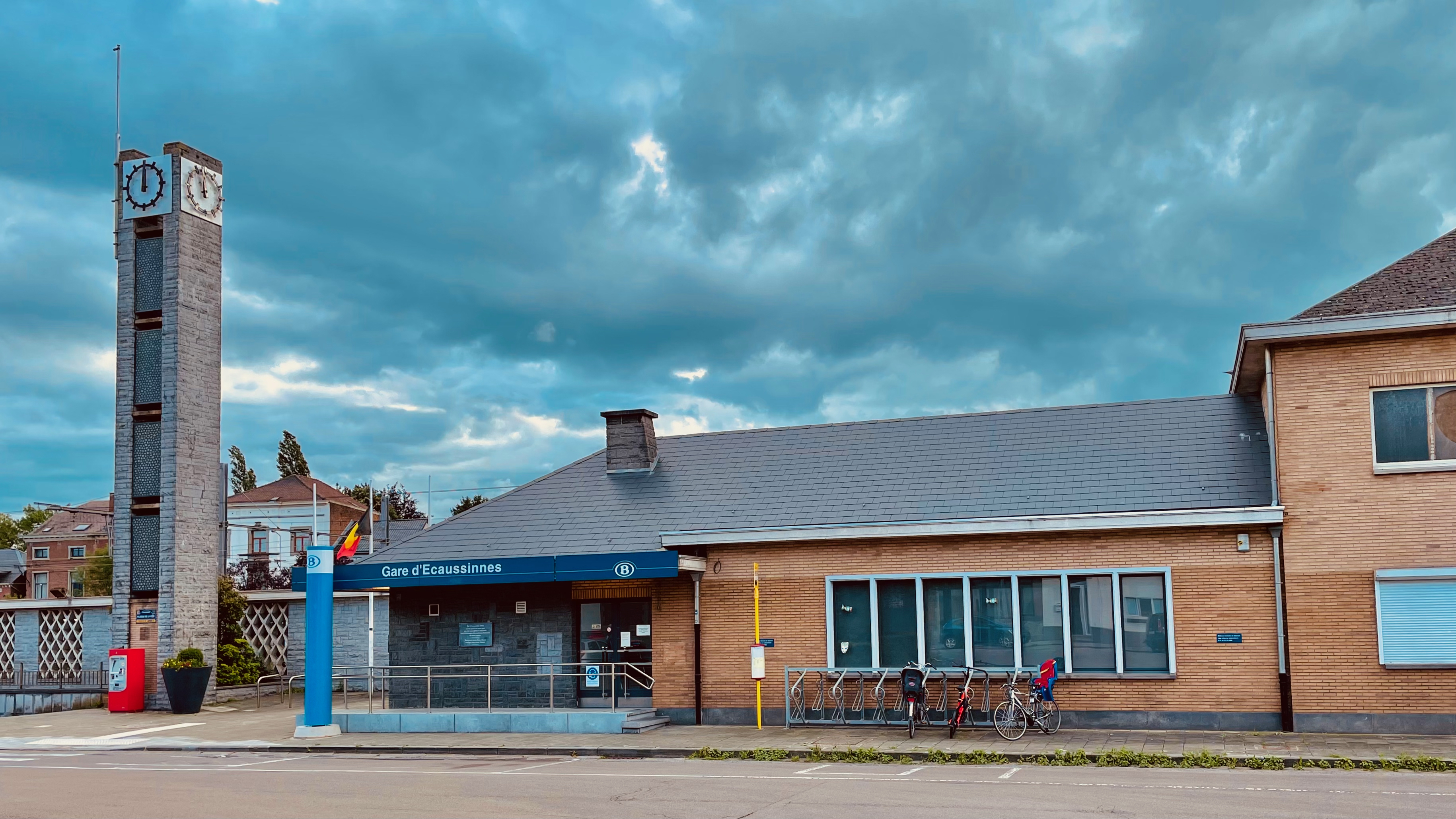
Entrée et tour-horloge.
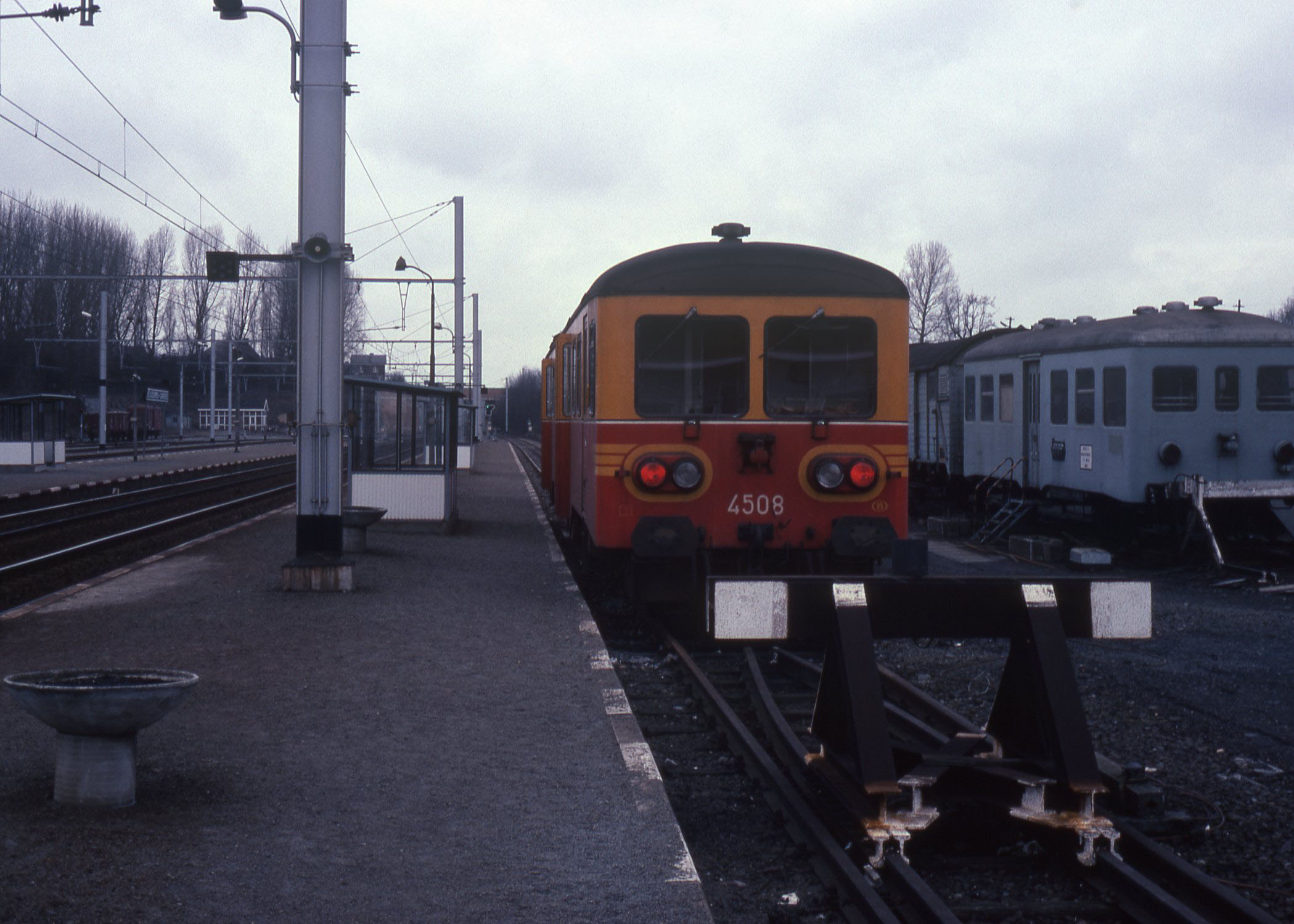
Autorail vers Tubize en 1980.